# Baltische Beker 2022
De Baltische Beker 2022 was de 29ste editie van de Baltische Beker. Het toernooi werd gehouden op 16 en 19 november 2022. Estland was de titelverdediger. IJsland deed voor het eerst, op uitnodiging, mee aan het toernooi en won het toernooi direct. Letland en Litouwen vervolledigden het deelnemersveld. Voor het eerst sinds de editie van 2014 deden er vier deelnemers mee aan het toernooi en daarom waren er halve finales in plaats van een round-robin.

## Overzicht
|  | halve finale | halve finale |       |         | finale       | finale |
|  |              |              |       |         |              |        |
|  | Riga         |              |       |         |              |        |
|  | Letland      | 1 (5)        |       |         |              |        |
|  | Estland      | 1 (3)        |       |         |              |        |
|  |              |              |       |         |              |        |
|  |              |              |       |         | Riga         |        |
|  |              |              |       |         | Letland      | 1 (7)  |
|  |              | IJsland      | 1 (8) |         |              |        |
|  |              |              |       |         |              |        |
|  |              |              |       |         | derde plaats |        |
|  | Kaunas       | Kaunas       |       | Tallinn | Tallinn      |        |
|  | Litouwen     | 0 (5)        |       | Estland | 2            |        |
|  | IJsland      | 0 (6)        |       |         | Litouwen     | 0      |

## Wedstrijden

### Halve finales
|                                                       |                                                                             |       |                                                          |                                                                                   |
| 16 november 2022 «onderlinge duels» 19:00 uur (UTC+2) | Letland                                                                     | 1 – 1 | Estland                                                  | Daugavastadion, Riga Toeschouwers: 1.657 Scheidsrechter: Robertas Valikonis (LTU) |
| 16 november 2022 «onderlinge duels» 19:00 uur (UTC+2) | Raimonds Krollis 45+2' Roberts Savaļnieks 16', 90+2'                        |       | 2' Sergei Zenjov                                         | Daugavastadion, Riga Toeschouwers: 1.657 Scheidsrechter: Robertas Valikonis (LTU) |
| 16 november 2022 «onderlinge duels» 19:00 uur (UTC+2) | Strafschoppen                                                               |       |                                                          | Daugavastadion, Riga Toeschouwers: 1.657 Scheidsrechter: Robertas Valikonis (LTU) |
| 16 november 2022 «onderlinge duels» 19:00 uur (UTC+2) | Jānis Ikaunieks Artūrs Zjuzins Alvis Jaunzems Dāvis Ikaunieks Elvis Stuglis | 5 – 3 | Karol Mets Konstantin Vassiljev Sergei Zenjov Erik Sorga | Daugavastadion, Riga Toeschouwers: 1.657 Scheidsrechter: Robertas Valikonis (LTU) |

|                                                       | |                           | | |
| 16 november 2022 «onderlinge duels» 19:00 uur (UTC+2) | Litouwen | 0 – 0                     | IJsland | S. Dariaus- en S. Girėnostadion, Kaunas Toeschouwers: 5.934 Scheidsrechter: Andris Treimanis (LVA) |
| 16 november 2022 «onderlinge duels» 19:00 uur (UTC+2) | | 81', 84' Hörður Magnússon | | S. Dariaus- en S. Girėnostadion, Kaunas Toeschouwers: 5.934 Scheidsrechter: Andris Treimanis (LVA) |
| 16 november 2022 «onderlinge duels» 19:00 uur (UTC+2) | Strafschoppen                                                                                                 |                           | | S. Dariaus- en S. Girėnostadion, Kaunas Toeschouwers: 5.934 Scheidsrechter: Andris Treimanis (LVA) |
| 16 november 2022 «onderlinge duels» 19:00 uur (UTC+2) | Edvinas Girdvainis Gvidas Gineitis Arvydas Novikovas Paulius Golubickas Rolandas Baravykas Natanas Žebrauskas | 5 – 6                     | Andri Guðjohnsen Stefán Þórðarson Arnór Sigurðsson Mikael Anderson Sverrir Ingi Ingason Aron Elís Þrándarson | S. Dariaus- en S. Girėnostadion, Kaunas Toeschouwers: 5.934 Scheidsrechter: Andris Treimanis (LVA) |

### Wedstrijd om de derde plaats
|                                                       |                                      |       |          |                                                                                           |
| 19 november 2022 «onderlinge duels» 16:00 uur (UTC+2) | Estland                              | 2 – 0 | Litouwen | A. Le Coq Arena, Tallinn Toeschouwers: 1.563 Scheidsrechter: Vitālijs Spasjoņņikovs (LVA) |
| 19 november 2022 «onderlinge duels» 16:00 uur (UTC+2) | Sergei Zenjov 65' Rasmus Peetson 89' |       |          | A. Le Coq Arena, Tallinn Toeschouwers: 1.563 Scheidsrechter: Vitālijs Spasjoņņikovs (LVA) |

### Finale
|                                                       | |       | |                                                                               |
| 19 november 2022 «onderlinge duels» 16:00 uur (UTC+2) | Letland | 1 – 1 | IJsland | Daugavastadion, Riga Toeschouwers: 997 Scheidsrechter: Joonas Jaanovits (EST) |
| 19 november 2022 «onderlinge duels» 16:00 uur (UTC+2) | Raimonds Krollis 27' Andrejs Cigaņiks 67'                                                                                              |       | 59' Ísak Bergmann Jóhannesson | Daugavastadion, Riga Toeschouwers: 997 Scheidsrechter: Joonas Jaanovits (EST) |
| 19 november 2022 «onderlinge duels» 16:00 uur (UTC+2) | Strafschoppen |       | | Daugavastadion, Riga Toeschouwers: 997 Scheidsrechter: Joonas Jaanovits (EST) |
| 19 november 2022 «onderlinge duels» 16:00 uur (UTC+2) | Jānis Ikaunieks Artūrs Zjuzins Dāvis Ikaunieks Alvis Jaunzems Elvis Stuglis Vladislavs Sorokins Andrejs Cigaņiks Antonijs Černomordijs | 7 – 8 | Ísak Bergmann Jóhannesson Sveinn Aron Guðjohnsen Þórir Jóhann Helgason Arnór Sigurðsson Stefán Þórðarson Aron Elís Þrándarson Mikael Egill Ellertsson Daníel Grétarsson | Daugavastadion, Riga Toeschouwers: 997 Scheidsrechter: Joonas Jaanovits (EST) |

| Kampioen 2022      |
| ------------------ |
| IJsland 1ste titel |